# El poema de la rosa als llavis
El poema de la rosa als llavis és un poemari de Joan Salvat-Papasseit, publicat el 1923. La crítica posterior ha considerat El poema de la rosa als llavis com l'expressió més pura de la poètica salvatiana, i el millor poema eròtic de la tradició catalana.

## Contingut de l'obra
El llibre està format per trenta-un poemes breus, compostos entre 1921 i 1923. La temàtica principal és una història d’amor que es desplega a través d’una introducció i vint seccions independents, però alhora interconnectades, amb una extensió desigual. L’amor, descrit com una experiència carnal lliure i espontània, esdevé el camí d’accés al Tot, una mena de religió sense artificis morals o intel·lectuals.
Salvat utilitza un codi simbòlic que mescla elements de diverses tradicions: figures de la mitologia clàssica com el cupidell, aspectes de la cortesia provençal com el cavaller i la presó d’amor, elements de la cultura popular (el mariner i el corsari), i referències cristianes com les jaculatòries. El poemari narra una iniciació amorosa, en què l’amant assumeix el rol de mestre que introdueix una noia innocent i verge en els misteris de l’amor. Alguns textos adopten una estructura que recorda la cançó, amb un estil que suggereix ingenuïtat i puresa, allunyant qualsevol interpretació cínica tot i la transgressió que suposa en el context literari català de l’època.
Al poema inicial, «Deixaré la ciutat», l’autor anuncia el seu rebuig a la societat mecanitzada, un tema ja present a La gesta dels estels (1922). Tanmateix, el poemari manté influències avantguardistes, com el trencament de la forma versal i l’ús de tintes acolorides. També hi ha rastres de cubisme, exemplificats en cal·ligrames com  «Jaculatòria» i «Com sé que es besa». Alhora, Salvat s'inspira en formes de la poesia oriental, com els haikus, i les combina amb elements tradicionals, com la mètrica regular i els efectes sonors.

## Crítica i recepció

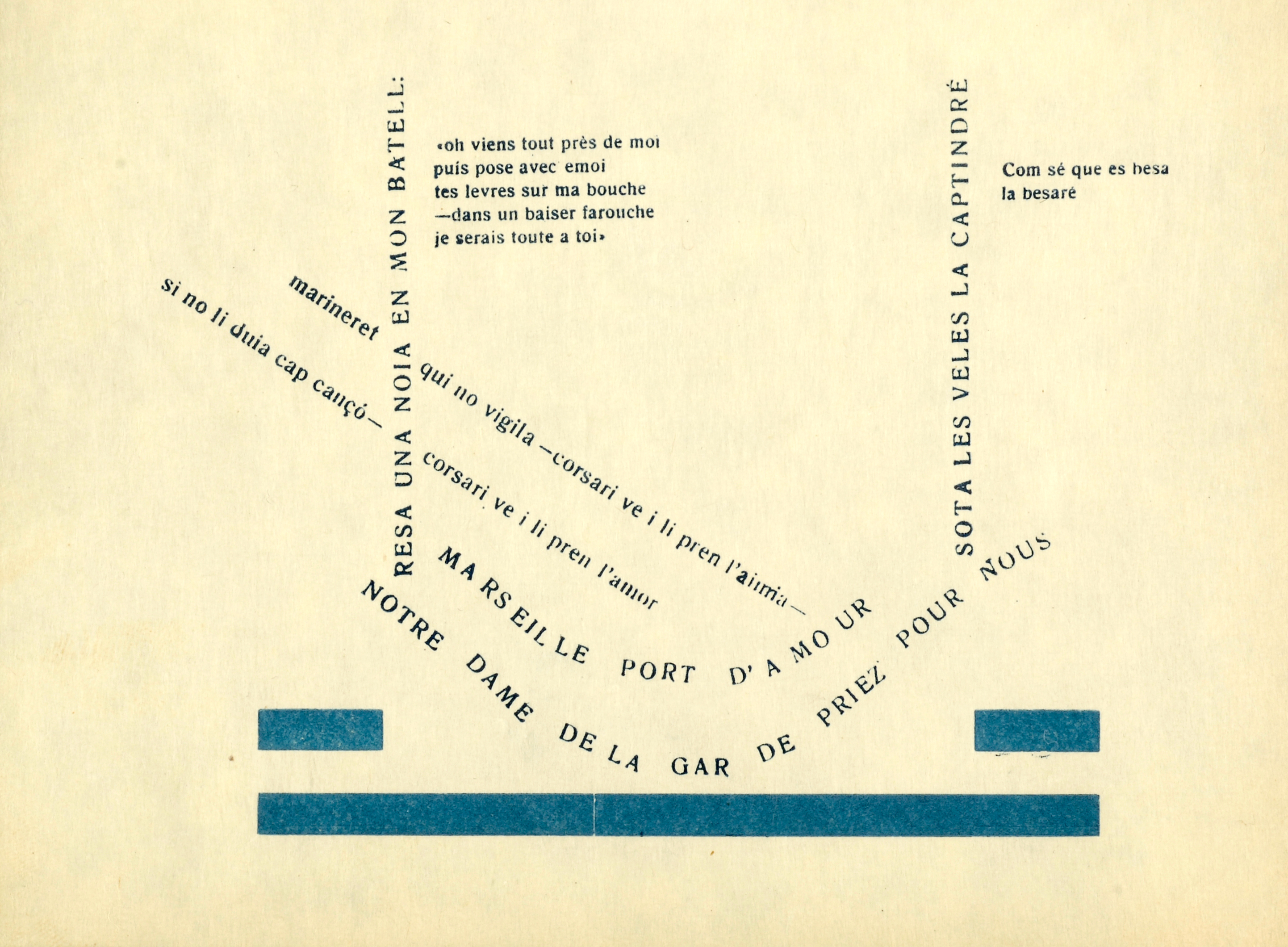
Cal·ligrama 2

El poema de La rosa als llavis és, des de la seva publicació, una de les obres més analitzades pels crítics i estudiosos de la literatura, els quals n'han fet diferents i variades interpretacions:
| «               | Una de les troballes que més destaquen en el llibre és l'actitud amb què Salvat poetitza la relació dels amants: l'amor és un ritual joiós, de festeig dels cossos, espontani i lliure, on no hi ha ombra de pecat o de culpa, de metafísica o de retòrica intel·lectualista. | » |
| — Josep Borrell | |   |

| «             | D'El poema de la rosa als llavis ha pogut dir-se que és el millor poema eròtic de la poesia catalana. Podem afegir-hi, sense por d'exagerar, que és un dels millors poemes eròtics de la literatura europea. […] En poques ocasions com en aquest llibre de Salvat l'amor ha estat expressat literàriament amb tanta esplendor priàpica, amb tanta vehemència carnal. La vida queda, de sobte, condensada en la màgica victòria del sexe. | » |
| — Joan Fuster | |   |

| «               | El fet d'estimar es converteix en una mena de culte, en el qual l'enamorat exerceix les funcions de sacerdot, i l'enamorada, les de novícia. Així, el poema és, a grans trets, la història d'una iniciació o, més en concret, de l'oposició entre l'astúcia del mestre i la innocència de l'enamorada […] i que, a la llarga, acaba amb l'ingrés de la novícia al regne de la ciència. | » |
| — Joaquim Molas | |   |

| «                       | En efecte, a la poesia de Joan Salvat-Papasseit trobem algunes de les característiques comunes a molts d'aquests poetes: per exemple i com a actitud vital, la revolta. Salvat va ésser un poeta revoltat i, per això, entre d'altres motius, va ésser un avantguardista. | » |
| — Josep Maria Castellet | |   |

Una altra mostra d'aquest ressò l'apreciem en el fet que un ampli ventall de conjunts musicals i cantants famosos hagin musicat una gran quantitat de poemes de Salvat, doncs, hi ha alguns poemes dels quals se n'han fet nombroses versions musicals: Maria Arnal, Eduard Toldrà (La rosa als llavis), Ramon Muntaner, Ovidi Montllor, Teresa Rebull, Miquel Porter Moix, entre d'altres.